# کانیگیری
کانیگیری (به انگلیسی: Kanigiri) یک منطقهٔ مسکونی در هند است که در Kanigiri mandal واقع شده‌است. کانیگیری ۵۶٫۵۱ کیلومتر مربع مساحت و ۳۷٬۴۲۰ نفر جمعیت دارد و ۱۰۱ متر بالاتر از سطح دریا واقع شده‌است.